# 銀川市
銀川市（ぎんせん-し）は中華人民共和国寧夏回族自治区に位置する地級市。同自治区の首府である。市区は新城と旧城に分かれ、新城は工業地区である。旧城は歴史遺跡が多く、国家歴史文化名城に指定されている。回族人口は10万人程度。寧夏大学が所在する。

## 歴史
春秋戦国時代には秦に属し、秦代以降、北地郡に属した。五胡十六国時代には赫連勃勃が自立して夏を建国した。北魏以降は霊州の地となった。唐代までに黄河の水を利用した灌漑農業が普及しており、乾燥地帯に位置しながらも農業が盛んであった。宋代には懐遠鎮が置かれたが、間もなく西夏に占領され、その王都（興慶）となった。元代に寧夏総管府が置かれ、後に甘粛行省に属した。明代には寧夏衛が置かれた。清代には寧夏府が置かれた。
近代には甘粛省の省都の蘭州と内モンゴル自治区の包頭を結ぶ包蘭鉄路の開通によって繁栄した。1929年の寧夏省成立とともに省会が設置され、省名と重複することより賀蘭県と改称された。日中戦争時には日本軍の空襲を受けた。
1945年1月には賀蘭県城区に銀川市が分割設置されることが決定、同年8月、『寧夏省銀川市政籌備処組織規定』が公布され銀川市が成立し寧夏省会とされた。
2017年、中国政府の脱貧困政策により、僻地からの集団移先として銀川市郊外に潤豊村が建設された。

## 行政区画
3市轄区・1県級市・2県を管轄する。
- 市轄区：
  - 金鳳区・西夏区・興慶区
- 県級市：
  - 霊武市
- 県：
  - 永寧県・賀蘭県

| 銀川市の地図                              |
| ----------------------------------------- |
| 興慶区 西夏区 金鳳区 永寧県 賀蘭県 霊武市 |

### 年表
この節の出典

#### 銀川専区
- 1954年6月19日 - 寧夏省銀川市・賀蘭県・平羅県・恵農県・陶楽県・永寧県・寧朔県・中寧県・中衛県を編入。甘粛省銀川専区が成立。（1市8県）
- 1958年3月8日 - 定西専区景泰県の一部が中衛県に編入。（1市8県）
- 1958年8月11日
  - 銀川市が地級市の寧夏回族自治区銀川市に昇格。
  - 賀蘭県・永寧県・寧朔県・平羅県・恵農県・中衛県・中寧県・陶楽県が寧夏回族自治区に編入。

#### 銀川市
- 1958年8月11日 - 甘粛省銀川専区銀川市が地級市の寧夏回族自治区銀川市に昇格。（1市）
- 1958年9月 - 永寧県・賀蘭県の各一部を編入。（1市）
- 1958年9月25日 - 永寧県・賀蘭県の各一部を編入。（1市）
- 1960年3月 - 永寧県の一部を編入。（1市）
- 1961年2月5日 - 城区を設置。（1区）
- 1964年 - 城区の一部が永寧県に編入。（1区）
- 1965年1月20日 - 城区の一部が賀蘭県に編入。（1区）
- 1966年4月 - 永寧県・賀蘭県の各一部が城区に編入。（1区）
- 1968年3月5日 - 城区の一部が分立し、新城区が発足。（2区）
- 1972年2月23日 - 永寧県を編入。（2区1県）
- 1972年11月 - 城区・新城区の各一部が合併し、郊区が発足。（3区1県）
- 1975年11月23日 - 銀北地区賀蘭県を編入。（3区2県）
- 2002年10月19日（3区2県）
  - 新城区・郊区の各一部が合併し、西夏区が発足。
  - 新城区の残部および郊区・賀蘭県の各一部が合併し、金鳳区が発足。
  - 城区および郊区の残部が合併し、興慶区が発足。
- 2002年10月25日 - 呉忠市霊武市を編入。（3区1市2県）
- 2003年12月31日 - 石嘴山市陶楽県の一部が興慶区に編入。（3区1市2県）
- 2010年5月7日 - 霊武市の一部が呉忠市利通区に編入。（3区1市2県）
- 2022年6月25日 - 賀蘭県の一部が金鳳区に編入。（3区1市2県）

## 地理
標高1100mに位置する高原都市である。

## 気候
1月の平均気温は−7.6℃、7月の平均気温は23.6度、年平均気温は9.1度、年間降水量は193.2mmと非常に少ない。
| 銀川(1951-2007)の気候          | 銀川(1951-2007)の気候 | 銀川(1951-2007)の気候 | 銀川(1951-2007)の気候 | 銀川(1951-2007)の気候 | 銀川(1951-2007)の気候 | 銀川(1951-2007)の気候 | 銀川(1951-2007)の気候 | 銀川(1951-2007)の気候 | 銀川(1951-2007)の気候 | 銀川(1951-2007)の気候 | 銀川(1951-2007)の気候 | 銀川(1951-2007)の気候 | 銀川(1951-2007)の気候 |
| 月                             | 1月                   | 2月                   | 3月                   | 4月                   | 5月                   | 6月                   | 7月                   | 8月                   | 9月                   | 10月                  | 11月                  | 12月                  | 年                    |
| ------------------------------ | --------------------- | --------------------- | --------------------- | --------------------- | --------------------- | --------------------- | --------------------- | --------------------- | --------------------- | --------------------- | --------------------- | --------------------- | --------------------- |
| 平均最高気温 °C （°F）         | −1.0 (30.2)           | 3.6 (38.5)            | 10.7 (51.3)           | 18.8 (65.8)           | 24.4 (75.9)           | 28.2 (82.8)           | 29.7 (85.5)           | 27.8 (82)             | 23.1 (73.6)           | 16.8 (62.2)           | 7.5 (45.5)            | 0.2 (32.4)            | 15.82 (60.48)         |
| 平均最低気温 °C （°F）         | −14.1 (6.6)           | −10.1 (13.8)          | −3.0 (26.6)           | 3.9 (39)              | 10.1 (50.2)           | 14.9 (58.8)           | 17.8 (64)             | 16.4 (61.5)           | 10.6 (51.1)           | 3.2 (37.8)            | −3.5 (25.7)           | −10.9 (12.4)          | 2.94 (37.29)          |
| 降水量 mm （inch）             | 1.1 (0.043)           | 2.1 (0.083)           | 6.3 (0.248)           | 10.8 (0.425)          | 19.7 (0.776)          | 22.1 (0.87)           | 39.9 (1.571)          | 50.0 (1.969)          | 25.4 (1)              | 11.6 (0.457)          | 3.4 (0.134)           | 0.8 (0.031)           | 193.2 (7.607)         |
| 出典：中央气象台 2010年3月19日 |                       |                       |                       |                       |                       |                       |                       |                       |                       |                       |                       |                       |                       |

## 観光
- 沙湖
- 西夏王陵（中国語版） - 国家重点文物に指定されている。中国のピラミッドと言われる。
- 2000年よりオートバイ・自動車旅行祭りが開かれている。3000台余が参加する最大規模のイベントである。

## 交通
2015年9月27日 - 常州市経由の日本国愛知県名古屋（中部国際空港）から銀川市へ向かう定期国際便が就航（春秋航空）
- 銀川河東国際空港
- 銀川賀蘭山空港（軍用）
- 銀川駅：包蘭線、定銀線、銀蘭旅客専用線、銀西旅客専用線（中国語版）、包銀旅客専用線（中国語版）などが利用可能。
- G109国道
- G110国道
- G211国道
- G307国道

## 出身者
- 李元昊
- 張賢亮

## 友好都市
- キルギス ビシュケク（2000年5月23日）
- モンゴル ウランバートル（2003年9月3日）
- 日本 島根県松江市（2004年9月24日）
- ナミビア アウタピ（2005年8月11日）
- 韓国 慶山市（2008年1月24日）
- トルコ イルカティン（2011年9月23日）
- アメリカ合衆国 ニュージャージー州サドルブルック（2011年10月28日）
- ポーランド チェンストホヴァ（2013年8月26日）